# Valentim Guerra

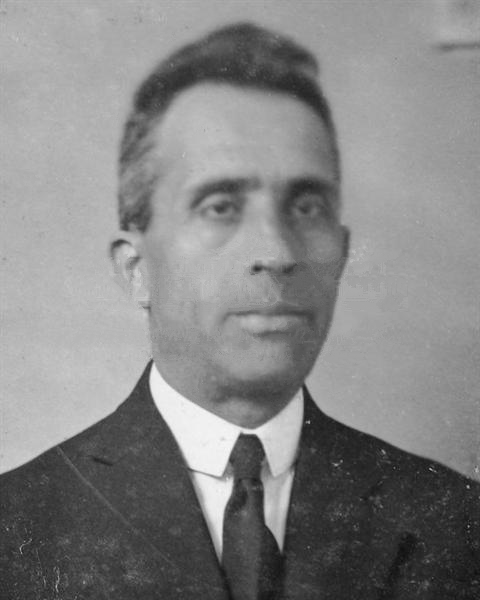
Valentim Guerra

Valentim Guerra (Miranda do Douro, Sendim, 7 de Novembro de 1877 - ?) foi um clérigo, advogado e político português.

## Biografia
Filho de Valentim Guerra e de sua mulher Baltazara Ramos.
Sacerdote, formado em Direito pela Faculdade de Direito da Universidade de Coimbra, Advogado e Notário.
Fez parte da Câmara dos Deputados nas Legislaturas de 1922 e 1925, eleito pelo Círculo Eleitoral de Bragança, nas listas do Partido Democrático.
Exerceu, ainda, os cargos de Administrador do Concelho, Presidente da Câmara Municipal e Provedor da Santa Casa da Misericórdia de Miranda do Douro.